# 王俊杰
王俊杰（英語：Keyvin Wong Chun Kit，香港時事評論員，前學苑副總編輯，曾經被香港行政長官梁振英點名批評。早年就讀香港道教聯合會鄧顯紀念中學和恆生商學書院，後來就讀香港大學經濟系，副修政治及中國文學。在2015年1月18日的香港電台節目《城市論壇》中，王俊杰和游清源和親建制派的青年民建聯主席周浩鼎和馮煒光就《香港民族論》內容激辯，其中王更質問周，中港關係有如盲婚啞嫁，若要他跟蔣麗芸結婚他會否忠誠。